# Zamia pygmaea
Zamia pygmaea là một loài thực vật thuộc họ Zamiaceae. Đây là loài đặc hữu của Cuba.